# La storia del Signore degli Anelli
La storia del Signore degli Anelli (in inglese The History of The Lord of the Rings) è un tomo di quattro volumi a cura di Christopher Tolkien, che documenta il processo di stesura del romanzo Il Signore degli Anelli, di J. R. R. Tolkien. I quattro volumi sono parte integrante della raccolta di scritti postumi La storia della Terra di Mezzo, con numerazione dal 6 al 9, e solo il primo di essi è stato pubblicato in italiano.

## Contenuto
I quattro volumi contenuti nel tomo sono:
1. Il ritorno dell'Ombra (vol. 6, 2024; in inglese The Return of the Shadow, 1988) - alcuni scritti alternativi alla prima parte del Signore degli Anelli, fino all'episodio delle miniere di Moria;
2. The Treason of Isengard (vol. 7, 1989) - continua fino all'incontro con Théoden, Re di Rohan;
3. The War of the Ring (vol. 8, 1990) - arriva all'apertura del Cancello Nero;
4. Sauron Defeated (vol. 9, 1992) - conclude la storia, con un epilogo inedito. Inoltre è presente un'altra versione della caduta di Númenor e un ulteriore racconto inedito: The Notion Club Papers.[2]

## Caratteristiche
In generale, i libri sono organizzati sulla falsariga dei capitoli effettivi del Signore degli Anelli, con alcuni capitoli aggiuntivi che si soffermano sulle mappe della Terra di Mezzo o su particolari della narrazione (specialmente eventi che non hanno avuto luogo poiché Tolkien scelse di far proseguire il romanzo in altre direzioni). Ogni capitolo comincia con un'introduzione redatta da Christopher Tolkien, seguita da una o più versioni provvisorie del capitolo in questione, ampiamente discusse ogniqualvolta esse si discostino dal testo canonico.
Mentre la storia si mantiene sostanzialmente invariata, si riscontrano spesso grandi differenze nei personaggi. Aragorn, ad esempio, era inizialmente concepito per essere un hobbit, e indossava degli stivali di legno poiché si era recato a Mordor ed era stato torturato. Il ritorno dell'Ombra contiene numerosi scritti che testimoniano l'incertezza a proposito di personaggi minori e della linea temporale principale. Nell'ultimo volume dell'opera è anche presente un epilogo, in cui, alcuni anni dopo la distruzione dell'Anello, Sam Gamgee parla di quel periodo con alcuni membri della sua famiglia.